# Les Filles de Malemort
Pour plus de détails, voir Fiche technique et Distribution.
Les Filles de Malemort est un film français réalisé par Daniel Daert et sorti en 1974.

## Synopsis
M. De Rose vit entouré de sa fille Maxime et de ses domestiques au château de Malemort. Celui-ci connaîtrait l'emplacement d'un mystérieux trésor. Un capitaine arrive et séduit Maxime pensant qu'elle aussi connaît la vérité. Mais le trésor n'est en fait que l'invention du maître des lieux.

## Fiche technique
- Titre : Les Filles de Malemort
- Réalisation : Daniel Daert
- Scénario : Daniel Daert • Jacques Valois
- Musique : Vladimir Cosma
- Producteur : Daniel Daert • René Lévy-Balenci
- Société de production : Reda Productions
- Pays :  France
- Langue originale : Français
- Format : couleur 35 mm
- Genre :  fantastique / érotique
- Durée : 90  minutes
- Dates de sorties :
  -  France : 16 janvier 1974[3]
- Autres titres connus[1]. 
  -  France : Le Carnaval de Malemort
  -  France : Chaleurs sous la peau
  -  France : La Hache sanglante

## Distribution
- Pierre Forget : M. De Rose
- Marie-Hélène Règne : Maxime
- Nicole Chomo : Clémence
- Marielle Ollivier : Ida
- Christian Duroc : Toine
- François Guillaume : le capitaine
- Catherine Laborde : la souillon
- Catherine Rouchon :
- Claudia Coste :
- Gilda Arancio :
- Christian Baltauss :
- Anne Dolans :
- Édith Ker :
- Colette Mareuil :
- Nadia Vasil :
- Nadia Verine :
- Jerry Di Giacomo :
- Michel Blanc :